# Марич, Лука (футболист, 2002)
Лу́ка Ма́рич (хорв. Luka Marić; род. 19 июля 2002, Грац) — австрийский футболист, вратарь клуба «Хартберг».

## Клубная карьера
Марич — воспитанник клуба «Штурм». 25 ноября 2023 года в матче против «Аустрии Лустенау» он дебютировал в австрийской Бундеслиге.

## Личная жизнь
Родился в Граце, в семье эмигрантов из Хорватии. В 2007 году присоединился к академии клуба «Штурм».